# Kékfarkú gyurgyalag
A kékfarkú gyurgyalag (Merops philippinus) a madarak (Aves) osztályának a szalakótaalakúak (Coraciiformes) rendjéhez, ezen belül a gyurgyalagfélék (Meropidae) családjához tartozó faj.

## Rendszerezése
A fajt Carl von Linné svéd természettudós írta le 1766-ban.

## Alfajai
- Merops philippinus celebensis (W. Blasius, 1885) - Celebesz, Timor és Flores
- Merops philippinus javanicus (Horsfield, 1821) - Pakisztán, India, Srí Lanka, Banglades, Nepál, Mianmar, Kína déli része Thaiföld, Laosz, Kambodzsa, Vietnám, Malajzia, valamint Indonézia szigetei közül Szumátra, Borneó, Jáva és a Kis-Szunda-szigetek nyugati szigetei
- Merops philippinus philippinus (Linnaeus, 1766) - a Fülöp-szigetek szigetei közül Bantayan, Basilan, Bazol, Bohol, Bongao, Cebu, Guimaras, Jolo, Leyte, Luzon, Masbate, Mindanao, Mindoro, Negros, Panay, Pujada, Samar, Sanga Sanga, Sibuyan, Siquijor és Tawi-Tawi
- Merops philippinus salvadorii (A. B. Meyer, 1891) - Új-Guinea és Új-Britannia [2]

## Előfordulása
Dél- és Délkelet-Ázsiában, Banglades, Kambodzsa, Kína, Hongkong, India, Indonézia, a Fülöp-szigetek, Laosz, Kelet-Timor, Malajzia, Mianmar, Nepál, Pakisztán, Pápua Új-Guinea, Szingapúr, Srí Lanka, Thaiföld és Vietnám területén honos.
Természetes élőhelyei a szubtrópusi és trópusi lombhullató erdők, mangroveerdők és síkvidéki esőerdők, édesvizű tavak, folyók és patakok környékén, valamint legelők, ültetvények, szántóföldek, vidéki kertek és városi régiók. Vonuló faj.

## Megjelenése
Testhossza 29 centiméter, testtömege 29–43 gramm.
|  |  |

## Életmódja
Rovarokkal táplálkozik.

## Természetvédelmi helyzete
Az elterjedési területe rendkívül nagy, egyedszáma pedig stabil. A Természetvédelmi Világszövetség Vörös listáján nem fenyegetett fajként szerepel.